# Digenethle clarki
Digenethle clarki är en skalbaggsart som beskrevs av Allard 1995. Digenethle clarki ingår i släktet Digenethle och familjen Cetoniidae. Inga underarter finns listade i Catalogue of Life.